# NGC 7526
NGC 7526 is een groep van 3 sterren in het sterrenbeeld Waterman. Het hemelobject werd op 28 november 1785 ontdekt door de Duits-Britse astronoom William Herschel.